# 席玕
席玕（？—1713年），字贡珍，号贡湖，江南苏州府吴县洞庭东山人，诗人。康熙五十年（1511年）農曆九月参加江南乡试，为辛卯科场案夹带考生之一。1713年判处绞监候。
席玕描写苏州东西两山的诗作，收于《湖山灵秀集》，又收录于吴定璋编纂的诗集《七十二峰足征集》。